# Elisa Cella
Elisa Cella (ur. 4 czerwca 1982 w Prato) – włoska siatkarka występująca na pozycji przyjmującej. W kadrze narodowej zadebiutowała w 2004 roku. Wraz z reprezentacją w 2005 roku zdobyła srebrny medal na Mistrzostwach Europy w Chorwacji, a także srebrny medal World Grand Prix.

## Sukcesy klubowe
Puchar CEV:
- 2001

Mistrzostwo Włoch:
- 2018
- 2007

Superpuchar Włoch:
- 2016

Puchar Włoch:
- 2017

Liga Mistrzyń:
- 2017
- 2018

## Sukcesy reprezentacyjne
Mistrzostwa Europy Juniorek:
- 1998

Volley Masters Montreux:
- 2005

Grand Prix:
- 2005

Mistrzostwa Europy:
- 2005